# Amazônia-2
O Amazônia-2 é um satélite de observação da Terra brasileiro que atualmente em um estágio de planejamento para ser futuramente desenvolvido pelo Instituto Nacional de Pesquisas Espaciais (INPE). Este satélite será uma continuação da missão de fornecer a continuidade dos dados transmitidos pelo Amazônia-1. Ele contará com um conjunto de instrumentos melhorado. Ele terá uma massa de 500 kg e está programado para ser lançado ao espaço no ano de 2018.

## Objetivo
O satélite Amazônia 2 será projetado para garantir a continuação dos dados gerados pelos satélites Amazônia-1, CBERS-4 e CBERS-4A. Os dados servem para monitorar ecossistemas e a produção agrícola global, com múltiplas imagens num ciclo de produção de 90-100 dias (culturas anuais).